# Musée Louis-Vuitton
Pour les articles homonymes, voir Louis Vuitton (homonymie).
Le musée Louis-Vuitton est une demeure-musée du XIXe siècle, de style Art nouveau, à Asnières-sur-Seine dans les Hauts-de-Seine près de Paris, où vécut le célèbre malletier Louis Vuitton, à l'origine de la création de la marque et de l'entreprise qui porte son nom. Ce musée privé, adjacent aux ateliers historiques de la marque, expose cent cinquante ans d'histoire de la manufacture.

## Historique

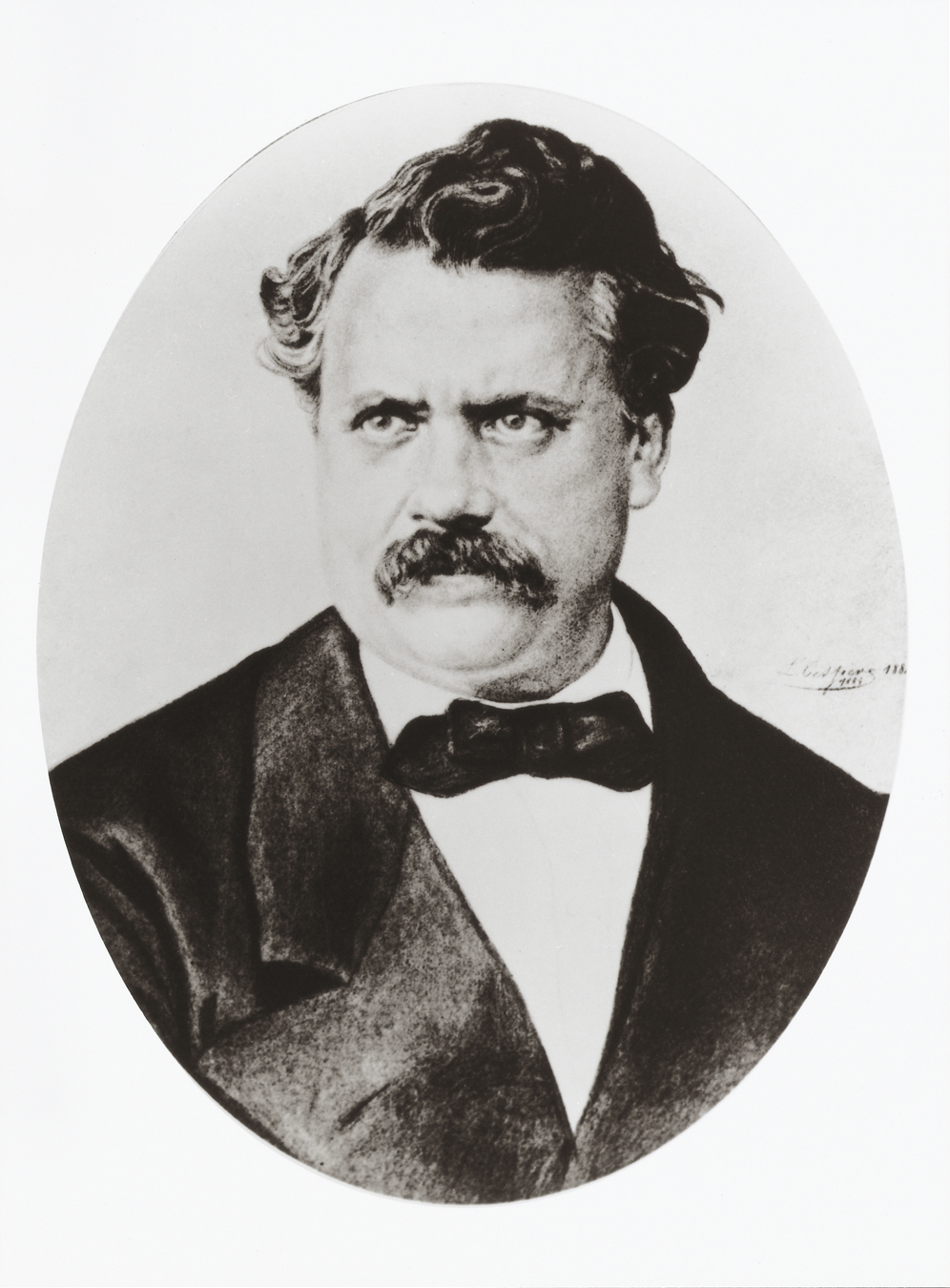
Louis Vuitton.

Louis Vuitton, né le 4 août 1821 près d'Anchay dans le Jura en Franche-Comté, entre en  apprentissage en 1835 à Paris.
En 1854 sous le Second Empire, il fonde sa manufacture, la marque Louis Vuitton et ouvre sa première boutique rue Neuve-des-Capucines à Paris à proximité de la place Vendôme.
En 1859 il s'agrandit et transfère son atelier d'une vingtaine d'employés rue de la Comète à Asnières-sur-Seine au bord de la Seine, pour se faire livrer par péniche le bois de peuplier nécessaire à la fabrication de ses malles, et pour profiter de la liaison ferroviaire vers Paris. En 1860, il fait construire avec son épouse sa demeure familiale adjacente aux ateliers, devenue depuis le musée Vuitton.
La maison de maître est maintenue dans son état d'origine avec sa somptueuse décoration intérieure d'inspiration Art nouveau.
Les ateliers historiques sont à ce jour toujours en activité et fabriquent des pièces de maroquinerie sur-mesure pour des commandes mondiales spéciales.